# A Chiara
Pour plus de détails, voir Fiche technique et Distribution.
A Chiara est un film italien réalisé par Jonas Carpignano, sorti en 2021. C'est le troisième film d'une trilogie cinématographique se déroulant dans une ville calabraise. Le film est présenté en première mondiale au Festival de Cannes le 9 juillet 2021, dans la section de la Quinzaine des réalisateurs, avec des critiques très positives.

## Synopsis
Entourée d'amis et de parents, Claudio et Carmela Guerrasio célèbrent le 18e anniversaire de leur fille aînée. Cette nuit-là, une voiture explose non loin de la maison et le père de famille s'enfuit devant les yeux de sa fille cadette, Chiara. Le lendemain, il n'est pas revenu, et sa mère fait comme s'il n'y avait pas lieu de s'inquiéter mais les explications sont peu convaincantes et la panique rôde. La jeune Chiara découvre la présence d'une porte dérobée dans le salon. Elle commence une enquête approfondie sur sa famille, et met au jour des liens avec la mafia et le monde criminel. Le lendemain malheureusement, une assistante sociale vient la chercher à l'école et elle est placée dans une famille d'accueil afin de la protéger de sa famille à problèmes.

## Fiche technique
Sauf indication contraire, les informations mentionnées dans cette section peuvent être confirmées par la base de données cinématographiques IMDb,  présente dans la section « Liens externes ».
- Titre original et français : A Chiara
- Réalisation et scénario : Jonas Carpignano
- Photographie : Tim Curtin
- Montage : Affonso Gonçalves
- Musique : Dan Romer et Benh Zeitlin
- Pays de production :  Italie
- Format : couleur — 16 mm et 35 mm
- Genre : drame
- Durée : 121 minutes
- Dates de sortie :
  - France : 9 juillet 2021 (Festival de Cannes 2021), 13 avril 2022 (sortie nationale)
  - Italie : 7 octobre 2021

## Distribution
- Swamy Rotolo (it) : Chiara
- Claudio Rotolo : Claudio
- Rosa Caccamo : Rosa
- Grecia Rotolo : Giulia
- Carmela Fumo : Carmela
- Salvatore Rotolo : Salvatore
- Vincenzo Rotolo : Enzo
- Silvana Palumbo : Silvana
- Giacinto Fumo : Giacinto
- Concetta Grillo : Celeste
- Antonio Rotolo Uno : Antonio

## Accueil

### Critique
En France, le site Allociné recense une moyenne des critiques presse de 3,7/5.

## Distinctions

### Récompenses
- Festival de Cannes 2021 : Label Europa Cinema de la Quinzaine des réalisateurs[2],[3]
- David di Donatello 2022 : meilleure actrice pour Swamy Rotolo

### Nominations
- David di Donatello 2022 :
  - meilleur scénario original
  - meilleur producteur
  - meilleure musique
  - meilleur coiffeur
  - meilleur monteur